# Элдридж, Джон
Джон Элдридж — христианский писатель, автор нескольких книг, исследующих тему мужественности и отцовства. Многие являются бестселлерами, общий тираж — более 8 млн экземпляров.. Родился в Лос-Анджелесе, 6 июня 1960 года. Женат, отец троих сыновей.

## Карьера
Пока жил в Лос-Анджелесе, увлекался разными религиозными течениями — восточным мистицизмом, даосизмом, New Age. Потом открыл для себя работы Френсиса Шефера, которого называет одним из лучших философов XX-го столетия. Благодаря книгам Шефера Элдридж пришёл ко Христу, позже — присоединился к церкви.
Он закончил Христианский университет Колорадо, получив степень магистра. С 1993 по 2000-й год лет работал в Focus on the Family — христианской благотворительной организации, занимающейся популяризацией семейных ценностей в США. После этого он создаёт свою организацию, которую назвал «Искупленное сердце». Миссия это организации — «помочь людям открыть сердце Бога, восстановить их собственные сердца в Божьей любви и научится жить в Царстве Божьем».
О себе говорит «по образованию я консультант. Но с точки зрения профессиональной, я — писатель и лектор. Я не пастор и не проповедник».

## Идеи
Элдридж — автор 20-книг. Его основная тема — мужественность и отцовство. Одна из важнейших идей Элдриджа в том, что современный мир переживает кризис отцовства. Многие мужчины так и остаются мальчиками в душе, даже если уже стали физиологически взрослыми. Стадии возмужания по Элдриджу — Возлюбленный Сын, Ковбой, Воин, Любящий, Царь и Мудрец. Согласно Элдриджу, мужская инфантильность часто связана с тем, что отец не уделял время своему сыну или вовсе бросил его, тем самым не дав ему пройти необходимую для каждого мужчины инициацию. Однако Элдридж глубоко уверен в том, что по мере того, как мужчина отвечает на вызовы, которые ему ставит судьба, он постепенно проходит инициацию. Если он видит в испытаниях своей жизни действия Бога, Который хочет воспитать его воином, то сам Всевышний становится такому мужчине Отцом Небесным.

## Список книг, переведённых на русский язык
- Необузданное сердце[3][4]
- Путь желания
- Священный Роман
- Пробуждение к жизни
- Хождение с Богом
- Путь мужчины
- Пленительная красота